# 雷神 風神 - レゾナンス
「雷神 風神 - レゾナンス」（らいじん・ふうじん・レゾナンス）は、日本のロックバンド、BUCK-TICKの44枚目のシングル。2024年11月20日にLingua Sounda/ビクターエンタテインメントから発売。

## 概要
アルバム『スブロサ SUBROSA』の先行シングルであり、櫻井敦司の逝去後、初のシングルとなる。今井寿・星野英彦のツインボーカルで展開される。作詞・作曲は今井寿が担当した。
『スブロサ SUBROSA』収録曲の中でも最初期に出来た楽曲のひとつであり、櫻井が逝去した直後の2023年11月ごろに制作された。今井によれば当初はシングル用の楽曲としては考えておらず、あくまでアルバムの中の1曲という意識で制作された。
本作より、バンドロゴが「BUCK∞TICK」となった。

## 記録
2024年11月28日付（11月26日発表）のオリコン週間シングルランキングでは、初週で12,863枚を売り上げ、2位を獲得。同チャートでのトップ3入りは1991年発売の「スピード」以来となった。

## 収録曲
1. 雷神 風神 - レゾナンス
日本テレビ系列「DayDay.」2024年11月度エンディングテーマ[9]
2. 雷神 風神 - レゾナンス (パソコン音楽クラブ Remix)